# Wavegarden
Wavegarden SL Es una ingeniería dedicada al desarrollo, diseño, fabricación, instalación y promoción de sistemas de generación de olas, piscinas de olas lagunas para el surf y deportes afines. Su sede se encuentra en San Sebastián, en el País Vasco (España).

## Historia
Wavegarden se fundó en 2005 cuándo Josema Odriozola (un ingeniero y surfista vasco) y Karin Frisch (una economista de deportes y surfista alemana) enfocaron sus conocimientos y experiencia en ingeniería mecánica y el diseño de instalaciones de deporte hacia su pasión por el surf. Su objetivo era combinar principios de ingeniería de forma innovadora para reproducir una experiencia de surf auténtica en cualquier parte del mundo y para el gran público.
En 2011la compañía recibió mucha atención mediática cuando se hicieron públicas las imágenes de su primer prototipo. En 2013 un segundo prototipo, de mayor tamaño, fue presentado a los medios de comunicación y potenciales inversores. Este segundo prototipo producía olas de mayor tamaño y recorrido con una frecuencia mucho mayor.
Wavegarden cuenta con una plantilla de 50 empleados, la mayoría ingenieros, arquitectos y expertos en dinámica de fluidos, que trabajan de forma muy estrecha con proveedores reconocidos en la industria.

## Tecnología
Una laguna con tecnología Wavegarden presenta varios elementos como son su diseño, su batimetría, el wave-foil y su sistema de propulsión, la unidad de control, la estructura del pier y las orillas dispadoras. El wave-foil es una lámina hidrodinámica de gran tamaño que guarda cierta similitud con la sección de un ala de avión o la pala de un quitanieves. Este wave-foil viaja de un extremo de la laguna al otro a una velocidad de entre 4,5 y 7 metros por segundo, creando una onda en superficie. La energía de esta onda interactúa con las zonas de menor profundidad de la laguna, aumentando su tamaño hasta que se convierte en una ola y empieza a romper. 

## Lagunas de surf Wavegarden
El 1 de agosto de 2015 abrió sus puertas en Dolgarrog (Gales) Surf Snowdonia, un centro de ocio propiedad de Conwy Adventure Leisure Ltd. y que supone la primera instalación abierta al público con tecnología de Wavegarden.
Durante la primavera del 2016 la segunda instalación comercial con tecnología de Wavegarden abrirá sus puertas en el NLand Surf Park de Austin (Texas, EE. UU.).